# لاحمية

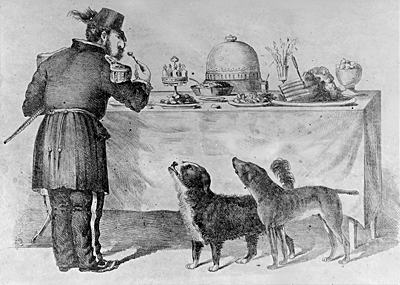
الإمبراطور جوشوا نورتون يتناول اللحوم، وينظر إليه من قبل كلبي الشوارع بومر ولازاروس في سان فرانسسكو في ستينات القرن التاسع عشر.

اللاحمية (Carnism) أو مذهب آكلي اللحوم هو مفهوم استخدم في المناقشات الخاصة بعلاقة الإنسان بالحيوانات الأخرى، وتعرف على أنها أيديولوجية سائدة يدعم الناس وفقها استخدام واستهلاك المنتجات الحيوانية، وبخاصة اللحوم. تقدم اللاحمية على أنها النظام الاعتقادي المهيمن والمدعوم بالعديد من الآليات الدفاعية والافتراضات التي لا يواجه معظمها أي تحديات. تمت صياغة مصطلح اللاحمية من قِبل النفسانية الاجتماعية والكاتبة ميلاني جوي في عام 2001، وشاع المصطلح بفضل كتابها «لماذا نحب الكلاب، نأكل الخنازير، ونرتدي الأبقار» (2009).
وفقا للنظرية، فإن قلب هذه الأيديولوجية هو تقبل تناول اللحوم كأمر «طبيعي»، «عادي»، «مهم»، وأحيانا «جميل». ومن خصائص اللاحمية المميزة أن أنواعا معينة من الحيوانات وحدها هي من تصنف كطعام، ويتم تقبل بعض الممارسات تجاه هذه الحيوانات، ويتم رفضها في حالة الأنواع الأخرى بوصفها قسوة لا يمكن تقبلها. وهذا التصنيف نسبي ثقافيا، فعلى سبيل المثال، يأكل بعض الناس في كوريا الكلاب، لكنها تُتخذ كحيوانات أليفة في الغرب، وتؤكل الأبقار في الغرب، لكنها محمية في معظم أنحاء الهند.

## خلفية تاريخية
وجد الباحث الأدبي رينان لارو لدى تحليله لتاريخ النباتية، ومعارضتها منذ اليونان القديمة وحتى يومنا، أن هناك قواسم مشتركة بين ما أسماه الحجج اللاحمية. فوفقا له، يتبنى اللاحميون أن النباتية فكرة مضحكة لا تستحق الانتباه، وأن البشرية فُوِّضت ووهبت السلطان على الحيوانات من قبل السلطة الإلهية، وأن الإحجام عن العنف ضد الحيوانات قد يشكل تهديدا على البشر. ووجد لارو أن وجهات النظر التي ترى أن الحيوانات المستخدمة في الزراعة لا تعاني، وأن الذبح أفضل من الموت بسبب مرض أو افتراس، قد اكتسبت رواجا في القرن التاسع عشر، إلا أن الأول كان سابقا بذكره في كتابات فرفوريوس، وهو نباتي دعا إلى إنتاج الإنسان للمنتجات الحيوانية التي لا تستوجب أن يُذبح الحيوان، مثل إنتاج الصوف.
تم تحدي الآراء التقليدية حول الموقف الأخلاقي من الحيوانات في سبعينات القرن العشرين من قِبل المدافعين عن حقوق الحيوان، ومنهم النفساني ريتشارد ريدر، والذي قدم فكرة النوعانية في عام 1971، والتي تعرف على أنها تخصيص قيمة وحقوق الأفراد بناء على انتماءهم لنوعهم فحسب. في عام 2001، صاغت النفسانية والمدافعة عن حقوق الحيوان ميلاني جوي مصطلح اللاحمية على شكل من أشكال النوعانية التي تجادل هي بأنها تعزز استخدام الحيوانات من أجل الطعام، وبخاصة قتلهم من أجل الحصول على لحومهم. تقارن جوي اللاحمية بالنظام الأبوي، وتجادل بأن كلاهما يعتبر أيديولوجية مهيمنة معيارية لا يتم ملاحظتها بسبب تواجدها في كل مكان:
تجادل ساندر مالكا بأن اللاحمية هي «الأساس الصلب للنوعانية»، إذ أن أكل اللحوم يحفز التبرير الأيديولوجي لأشكال أخرى من استغلال الحيوانات.

## خصائص

### صالح أو غير صالح للأكل
يتمثل أحد جوانب اللاحمية المركزية في أن الحيوانات تُصنَّف كصالحة للأكل، غير صالحة للأكل، حيوانات أليفة، حشرات طفيلية، أو حيوانات مفترسة، وذلك وفقا لتخطيط الأشخاص –وفقا للتصنيف العقلي الذي يحدد، ويتحدد وفقا لمعتقداتنا ورغباتنا. هناك تقلبات ثقافية متعلقة بالحيوانات التي تحسب كغذاء. فالكلاب تؤكل في الصين، وكوريا الجنوبية، لكنها فيما عدا ذلك لا تعتبر غذاء، وذلك إما لأنها محبوبة، أو لاعتبارها غير نظيفة كما في الشرق الأوسط وأجزاء من الهند. تؤكل الأبقار في الغرب، لكنها تبجل في معظم أنحاء الهند. يرفض المسلمون واليهود أكل الخنازير، لكنها تعتبر صالحة للأكل من قبل العديد من المجموعات الأخرى. تجادل جوي وغيرها من النفسانيين بأن هذه التصنيفات تحدد كيفية معاملة الحيوانات وفقها، وتؤثر على تصور قدرتها الذاتية على الحس وذكائها، وتقلل أو تزيد من التعاطف والاهتمام الأخلاقي بهم.
الكلاب والدواجن المطبوخة في الصين. في بعض الثقافات الغربية، لا تؤكل لحوم الكلاب، بل الدواجن، بينما في بعض الثقافات الشرقية يتم أكل الكلاب.

## مفارقات اللحوم
يقول جيف مانيز أن اللاحمية متجذرة في مفارقة بين قيم معظم الناس وأفعالهم، فهم يعارضون إيذاء الحيوانات، ومع ذلك يأكلون لحومها. ويجادل بان هذا الصراع يؤدي إلى تنافر إدراكي، وهو ما يحاول الناس تخفيفه بالتخدير النفسي. وقد سمي التعارض الظاهر بين الاهتمام لأجل الحيوانات واتباع أنظمة غذائية تتطلب تعريضها للأذى «مفارقة اللحوم».
ثمة أدلة تجريبية تدعم الفكرة القائلة بأن مفارقة اللحوم تستحث تنافرا إدراكيا لدى الغربيين. يميل الغربيون أكثر من غيرهم إلى أكل الحيوانات التي يعتبرون أنها تمتلك قدرات ذهنية ومكانة أخلاقية أقل، وبالضد من ذلك، فهم ينسبون إلى الحيوانات المأكولة قدرات ذهنية ومكانة أخلاقية أقل. بالإضافة إلى ذلك، فإن العلاقة سببية، فتصنيف الحيوانات كغذاء أم لا ليس له تأثير على إدراك الناس لخصائصهم الذهنية، ويدفع أكل اللحوم نفسه الناس إلى إنقاص القدرة الذهنية في نظرهم لدى الحيوانات. وعلى سبيل المثال، ففي إحدى الدراسات قيّم الناس حيوانا غريبا غير مألوف على أنه أقل ذكاء إذا أخبرهم الناس أن السكان المحليين يصطادونه، وفي بلد آخر، اعتبروا الأبقار أقل ذكاء بعدما تناولوا لحم بقر مقدد.
يعتبر تجنب أخذ منشأ المنتجات الحيوانية في الاعتبار إستراتيجية أخرى. تجادل جوي بأن ذلك هو سبب ندرة تقديم اللحوم مع رأس الحيوان أو أي جزء سليم آخر من أجزاء الجسد.

## التبرير
قدمت جوي فكرة التبريرات الثلاثة البادئة بحرف N، موضحة أن آكلي اللحوم يعتبرون استهلاك اللحوم كأمر «عادي (Normal)، طبيعي (Natural)، وضروري (Necessary)». تجادل جوي بأن التبريرات الثلاثة استخدمت في تبرير الأيديولوجيات الأخرى، بما في ذلك العبودية، حرمان إنكار حق التصويت على المرأة، وهي أيديولوجيات تعتبر إشكالية فقط بعدما ينزع عنها الدعم.
تقول الحجة بأن الناس تكيفوا مع الاعتقاد بأن البشر تطوروا لأكل اللحوم، وأن ذلك متوقع منهم، وأنهم يحتاجونها للبقاء على قيد الحياة ولزيادة قوتهم. وهذه الاعتقادات يقال عنها أنها معززة من قبل العديد من المؤسسات، منها الدين، العائلة، والإعلام. ورغم أن العلماء بينوا أن البشر يحصلون على بروتين كافٍ دون أكل اللحوم، إلا أن الاعتقاد بضروريتها مستمر.
بناء على أعمال جوي، استنتج النفسانيون سلسلة من الدراسات في الولايات المتحدة وفي أستراليا، ونشرت عام 2015، والتي وجدت أن الغالبية العظمة من آكلي اللحوم يذكرون تبريرات لتناول اللحوم بناء على أربعة تبريرات تبدأ بحرف N، وهي «طبيعي، عادي، ضروري، وجميل (Nice)». وكانت الحجج تقول بأن البشر آكلو لحوم ونباتات (طبيعي)، وأن معظم الناس يأكلون اللحوم (عادي)، وأن النظم الغذائية النباتية تفتقر إلى مواد غذائية (ضروري)، وأن مذاق اللحوم جيد (جميل).